# Élections sénatoriales de 2008 en Corrèze
Les élections sénatoriales en Corrèze ont eu lieu le dimanche 21 septembre 2008. Elles ont eu pour but d'élire les sénateurs représentant le département au Sénat pour un mandat de six années.

## Contexte départemental
Lors des élections sénatoriales du 27 septembre 1998 en Corrèze, deux sénateurs ont été élus, un divers droite et un RPR.
Depuis, tous les effectifs du collège électoral des grands électeurs ont été renouvelés, avec les élections législatives françaises de 2007, les élections régionales françaises de 2004, les élections cantonales de 2004 et 2008 et les élections municipales françaises de 2008.

## Rappel des résultats de 1998
|                | Georges Mouly           | UDF            | 466 | 63,84  |  |  |
|                | Bernard Murat           | RPR            | 404 | 55,34  |  |  |
|                | Jean-Claude Yardin      | PS             | 158 | 21,64  |  |  |
|                | Jean Boinet             | PS             | 134 | 18,36  |  |  |
|                | Maurice Vareille        | PCF            | 88  | 12,05  |  |  |
|                | Michel Julien           | PCF            | 88  | 12,05  |  |  |
|                | Gilles Pégourier        | RPR            | 65  | 8,90   |  |  |
|                | Michel Lautrette        | RPR            | 10  | 1,37   |  |  |
|                | Francis Ducreux         | FN             | 5   | 0,68   |  |  |
|                | Marie-Madeleine Bonneau | FN             | 5   | 0,68   |  |  |
|                |                         |                |     |        |  |  |
| Inscrits       | Inscrits                | Inscrits       | 740 | 100,00 |  |  |
| Abstentions    | Abstentions             | Abstentions    | 4   | 0,54   |  |  |
| Votants        | Votants                 | Votants        | 736 | 99,46  |  |  |
| Blancs et nuls | Blancs et nuls          | Blancs et nuls | 6   | 0,82   |  |  |
| Exprimés       | Exprimés                | Exprimés       | 730 | 99,18  |  |  |

## Sénateurs sortants
| Sénateur | Sénateur      | Parti | Fonctions lors de l'élection en 1998                                 |
| -------- | ------------- | ----- | -------------------------------------------------------------------- |
|          | Georges Mouly | UMP   | Sénateur sortant, conseiller général, maire de Saint-Priest-de-Gimel |
|          | Bernard Murat | UMP   | Maire de Brive-la-Gaillarde                                          |

## Présentation des candidats et des suppléants
Les nouveaux représentants sont élus pour une législature de 6 ans au suffrage universel indirect par les 751 grands électeurs du département. En Corrèze, les sénateurs sont élus au scrutin majoritaire à deux tours. Leur nombre reste inchangé, 2 sénateurs sont à élire. Ils sont 7 candidats dans le département, chacun avec un suppléant.
| T/S | Candidats | Candidats                  | Parti | Principale fonction                                            |
| --- | --------- | -------------------------- | ----- | -------------------------------------------------------------- |
| T   |           | Christian Audouin          | PCF   |                                                                |
| S   |           | Martine Audebert           | PCF   |                                                                |
| T   |           | Bernadette Bourzai         | PS    | Députée européenne, conseillère régionale                      |
| S   |           | Arnaud Collignon           | PS    |                                                                |
| T   |           | René Teulade               | PS    | Conseiller général, maire d'Argentat                           |
| S   |           | Patricia Bordas            | PS    | Conseillère régionale, adjointe au maire de Brive-la-Gaillarde |
| T   |           | Jean-Claude Deschamps      | MoDem |                                                                |
| S   |           | Jean-Claude Decruezet      | MoDem |                                                                |
| T   |           | Paul-Bruno Couturon        | UMP   |                                                                |
| S   |           | Christine Virolle-Domenech | UMP   |                                                                |
| T   |           | Daniel Chasseing           | UMP   | Conseiller général, maire de Chamberet                         |
| S   |           | Dominique Noailletas       | UMP   |                                                                |
| T   |           | Jean-Pierre Decaie         | UMP   |                                                                |
| S   |           | Danielle Coulaud           | UMP   | Maire de Margerides                                            |

## Résultats
| Candidat et parti politique | Candidat et parti politique | Candidat et parti politique | Premier tour | Premier tour | Second tour | Second tour |
| Candidat et parti politique | Candidat et parti politique | Candidat et parti politique | Voix         | %            | Voix        | %           |
| --------------------------- | --------------------------- | --------------------------- | ------------ | ------------ | ----------- | ----------- |
|                             | Bernadette Bourzai          | PS                          | 307          | 41,60        | 399         | 55,03       |
|                             | Daniel Chasseing            | UMP                         | 305          | 41,33        | 337         | 46,48       |
|                             | René Teulade                | PS                          | 282          | 38,21        | 368         | 50,76       |
|                             | Jean-Pierre Decaie          | UMP                         | 236          | 31,98        | Retrait     | Retrait     |
|                             | Christian Audouin           | PCF                         | 157          | 21,27        | Retrait     | Retrait     |
|                             | Jean-Claude Deschamps       | MoDem                       | 39           | 5,28         | Retrait     | Retrait     |
|                             | Paul-Bruno Couturon         | UMP                         | 25           | 3,39         | Retrait     | Retrait     |
|                             |                             |                             |              |              |             |             |
| Inscrits                    | Inscrits                    | Inscrits                    | 751          | 100,00       | 751         | 100,00      |
| Abstentions                 | Abstentions                 | Abstentions                 | 6            | 0,80         | 5           | 0,67        |
| Votants                     | Votants                     | Votants                     | 745          | 99,20        | 746         | 99,33       |
| Blancs et nuls              | Blancs et nuls              | Blancs et nuls              | 7            | 0,94         | 21          | 2,82        |
| Exprimés                    | Exprimés                    | Exprimés                    | 738          | 99,06        | 725         | 97,18       |